# Stefan Kosobudzki
Stefan Kosobudzki (ur. 22 lipca 1912 w Dobrej, zm. 22 sierpnia 1944?) – porucznik, żołnierz Narodowych Sił Zbrojnych, dowódca oddziału partyzanckiego w łukowskich lasach „Jata”, odznaczony w czasie wojny krzyżem Virtuti Militari.

## Przed wojną
Stefan Kosobudzki urodził się w Dobrej, jako pierwsze dziecko Jana i Anny z d. Pokojewskiej. W wieku 14 lat ojciec oddał go w termin do stolarza. W 1930 roku zdał egzamin stolarski i z pomocą rodzeństwa otworzył własny zakład w dobudowanej przez ojca izbie.
W 1934 r. wstąpił do Katolickiego Stowarzyszenia Młodzieży, a następnie Sekcji Młodych Stronnictwa Narodowego w Dobrej.

## Okres wojenny
W lutym 1940 roku wstąpił do Narodowej Organizacji Wojskowej przekształconej w Narodowe Siły Zbrojne. Otrzymał funkcję inspektora organizacyjnego i przyjął pseudonim „Sęk”. Rowerem rozwoził tajną prasę. Do pomocy przydzielono mu łącznika, który wpadł w ręce Niemców i zaczął sypać. Aresztowano około 30 osób. Stefan Kosobudzki poszukiwany przez Gestapo wyjechał w marcu 1943 roku do Generalnego Gubernatorstwa.
Przeniesiony został do Łukowa na Podlasiu. Uzyskał awans na sierżanta i otrzymał zadanie zorganizowania oddziału partyzanckiego. 15 sierpnia 1943 roku jego oddział liczył 12 żołnierzy. Żołnierze NSZ brali udział w wielu akcjach przeciwko okupantowi niemieckiemu. Nocą, pomimo straży, dostali się do siedleckiego Urzędu Skarbowego i zniszczyli akta. Dokonali napadu na samochód pocztowy przewożący pieniądze oraz na Kasę Stefczyka w Parczewie. Zdobyte pieniądze przekazane zostały do Zarządu Okręgu NSZ w Siedlcach na działalność przeciw okupantowi.
W listopadzie 1943 roku, oddział Sęka liczył już 36 partyzantów. W styczniu 1944 roku Komenda NSZ Okręg XII w Siedlcach zorganizowała w lesie łukowskim „Jata” obóz szkoleniowy „Dym”. Stefan Kosobudzki został mianowany zastępcą dowódcy i komendantem oddziału Akcji Specjalnej (AS). 12 marca 1944 roku ośmiu żołnierzy z tego oddziału pod dowództwem „Sęka”, rozbroiło wartowników więzienia w Siedlcach i odbiło aresztowanych pięć dni wcześniej (na skutek donosu) oficerów NSZ z podpułkownikiem Stanisławem Miodońskim „Sokołem” na czele. Siedleckie więzienie było wówczas silnie strzeżone (znajduje się do dziś w centrum miasta). W sumie uwolniono siedmiu więzionych oficerów, zamykając po akcji więzienie na klucz. Szef siedleckiego Gestapo, Ludwik Kraft, wydał ogłoszenie z propozycją spotkania z dowódcą akcji partyzantów i po rozmowie, twierdził w oświadczeniu, gwarantuje mu powrót na wolność. Stefan Kosobudzki z „zaproszenia” Gestapo nie skorzystał. Po uwolnieniu, skatowanych więźniów ewakuowano na plebanię do Niwisk, a później do obozu w „Jacie”. Wszyscy uczestnicy akcji zostali awansowani, a dowodzący akcją Stefan Kosobudzki, odznaczony Krzyżem Virtuti Militari.
Oddział Sęka uczestniczył także w akcji odbicia więźniów z więzienia w Łukowie. W czasie tej akcji Stefan Kosobudzki został ranny. W lipcu uzyskał awans do stopnia porucznika.
Niespełna miesiąc po wkroczeniu Armii Czerwonej do Siedlec (koniec lipca 1944 r.) Stefan Kosobudzki został aresztowany (22 sierpnia 1944) przez siedlecką milicję. Od dnia aresztowania wszelki ślad po nim zaginął. Prawdopodobnie został zamordowany.
Komendantem siedleckiej milicji był wówczas Bolesław Drabik ps. „Bolek Bimberek”, „Bolesław Klonowiecki”, żołnierz GL, AL i to on jest prawdopodobnie odpowiedzialny za zamordowanie porucznika Stefana Kosobudzkiego.

## Upamiętnienie
W dniu 17 września 2014 w kościele pw. Ducha Świętego w Siedlcach, podczas miejskich obchodów upamiętniających rocznicę agresji ZSRR na Polskę, odsłonięto tablicę pamiątkową poświęconą porucznikowi Stefanowi Kosobudzkiemu. Fundatorami tablicy byli mieszkańcy Siedlec oraz członkowie Związku Żołnierzy Narodowych Sił Zbrojnych Okręgu XII Podlasie.